# Kostolac
Kostolac (kyrillisch Костолац; rumänisch Caştelu) ist eine Stadt in Serbien an der Donau.
Der Ort liegt nahe Požarevac, gut 70 Kilometer flussabwärts von Belgrad im Bezirk Braničevo. In der Stadt werden zwei Wärmekraftwerke betrieben.

## Geschichte

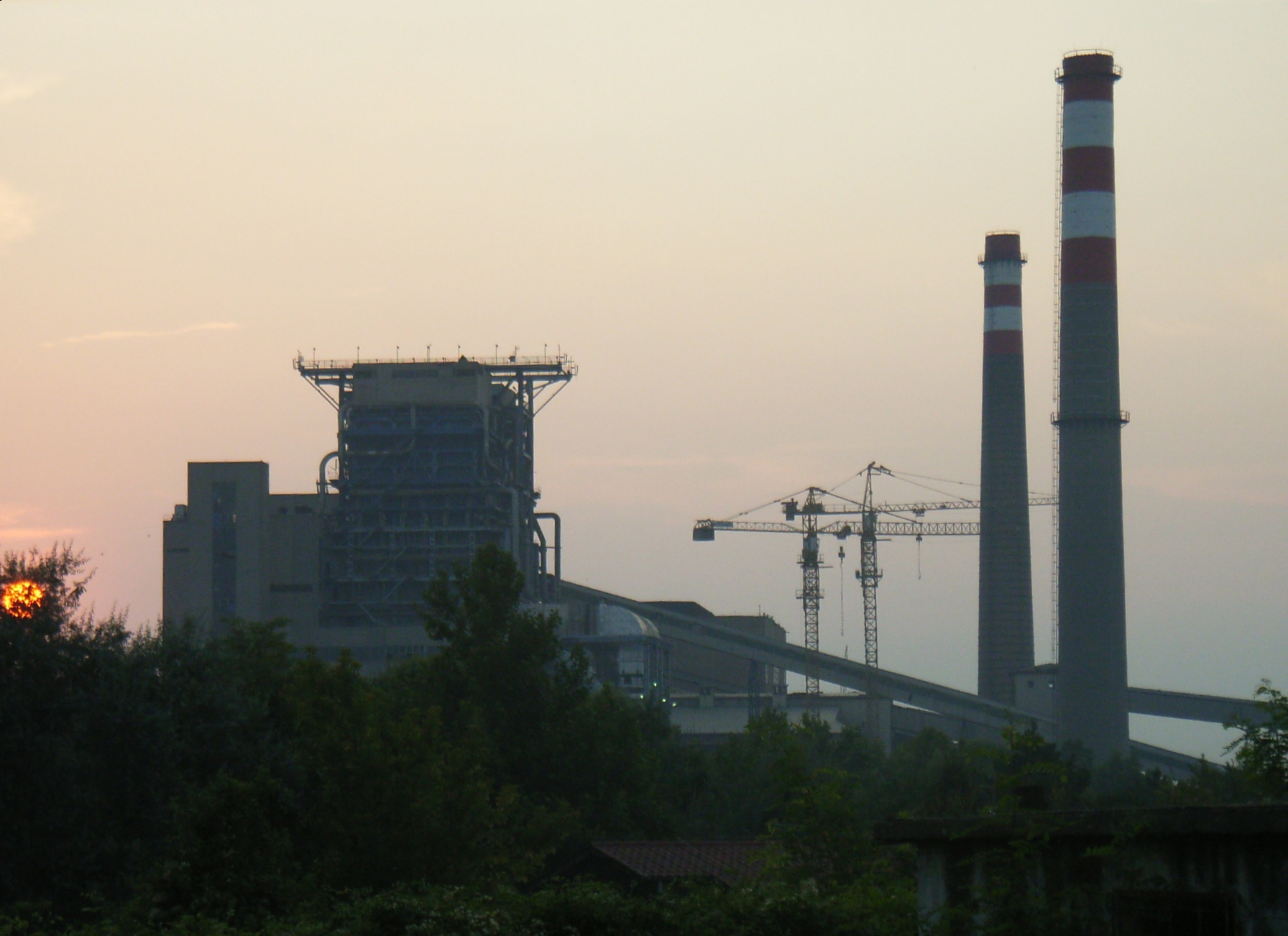
Kraftwerk Kostolac A

### Ur und Frühgeschichte
2009 wurde in der Kohlegrube der Stadt in unmittelbarer Nähe der Ausgrabungsstätte des römischen Legionärslagers Viminatium das nahezu unversehrte Skelett eines Südelefanten (Mammuthus meridionalis) entdeckt. Falls sich die vorläufigen Altersschätzungen von drei bis fünf Millionen Jahren als zutreffend erweisen, ist dies der älteste Beleg eines Mammuts in Europa. An derselben Lokalität wurde 2012 ein wissenschaftlich bedeutender Mammutfriedhof mit sieben Mammut-Skeletten freigelegt. Diese stammen aber aus Lössschichten des oberen Pleistozäns und sind daher vorläufig auf zwischen 126.000–10.000 Jahre vor Chr. bestimmt.
An der Stelle der heutigen Stadt befand sich die römische Stadt Viminatium, Hauptstadt der Provinz Moesia.

### Mittelalter bis Neuzeit
Im Zweiten Weltkrieg wurde von den Nationalsozialisten das erste Kraftwerk namens Mali Kostolac (dt. Klein-Kostolac) geplant. Nach dem Ende des Krieges kamen Leute aus ganz Serbien her, um dieses Wärmekraftwerk zu bauen.

## Einwohner
Die Volkszählung 2002 (Eigennennung) ergab, dass 9313 Menschen in der Stadt leben. Davon waren:
|                                  | Anzahl | Prozent |
| Gesamt                           | 9313   | 100     |
| Serben                           | 6913   | 74,22   |
| Roma (sog. Zigeuner)             | 1756   | 18,85   |
| Kroaten                          | 39     | 0,41    |
| Montenegriner                    | 38     | 0,40    |
| Mazedonier                       | 36     | 0,38    |
| Jugoslawen                       | 3      | 1,13    |
| Magyaren                         | 19     | 0,20    |
| Slowenen                         | 18     | 0,19    |
| Walachen                         | 16     | 0,17    |
| Rumänen                          | 13     | 0,13    |
| Andere (Deutsche, Bulgaren etc.) | 17     | 0,17    |
| Unbekannt                        | 275    | 2,95    |

Weitere Volkszählungen:
- 1948: 2.946
- 1953: 4.332
- 1961: 4.981
- 1971: 6.678
- 1981: 9.274
- 1991: 10.365

## Wirtschaft
Kostolac hat zwei thermische Kraftwerke:
- TPP "Kostolac A" – mit 2 Blocks – insgesamt verfügbare Kapazität: 281 MW und die Produktion von 716 GWh
- TPP "Kostolac B" – mit 2 Blocks – insgesamt verfügbare Kapazität: 640 MW und die Produktion von 3027 GWh

Diese zwei Kraftwerke machen 11 % der gesamten Stromproduktion Serbiens aus.